# Pérgola de las flores (mercado)
La Pérgola de las flores es un conjunto de dos mercados de venta de arreglos florales y flores en general ubicados en la ribera norte del río Mapocho, en la ciudad de Santiago, Chile. La Pérgola San Francisco tiene su origen en los primeros años del siglo xx en la Alameda frente a la Iglesia de San Francisco. Funcionó en aquel lugar hasta 1948, cuando se trasladó a Avenida La Paz, donde ya funcionaba la Pérgola Santa María desde 1939.

## Historia

### Primeros años (1910-1927)

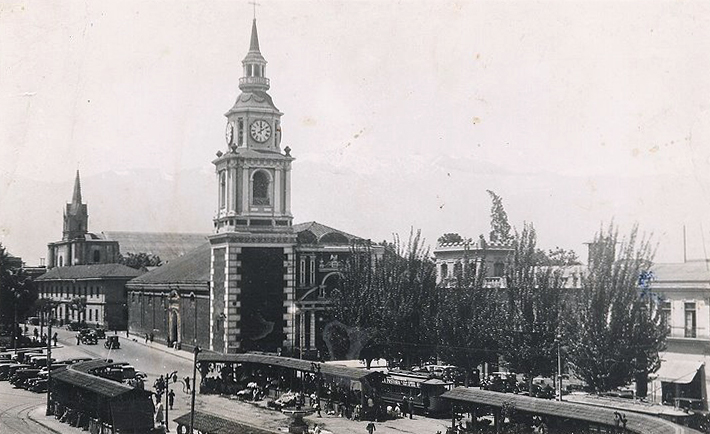
Ubicación original de la pérgola, frente a la Iglesia de San Francisco, en plena Avenida Libertador Bernardo O'Higgins

La historia de la Pérgola San Francisco nace con las primeras personas que se ubicaban frente a la Iglesia de San Francisco, entre las calles Estado y San Antonio, para ofrecer flores a los feligreses cuando terminaba la misa los días domingos. En el año 1910, el intendente de Santiago, instala grandes mesas para que los floristas puedan prestar mejores servicios a la comunidad y así exista mayor orden en la venta, transformándose así en el mercado oficial de flores de la ciudad.

### Bonanza y crecimiento (1927-1948)

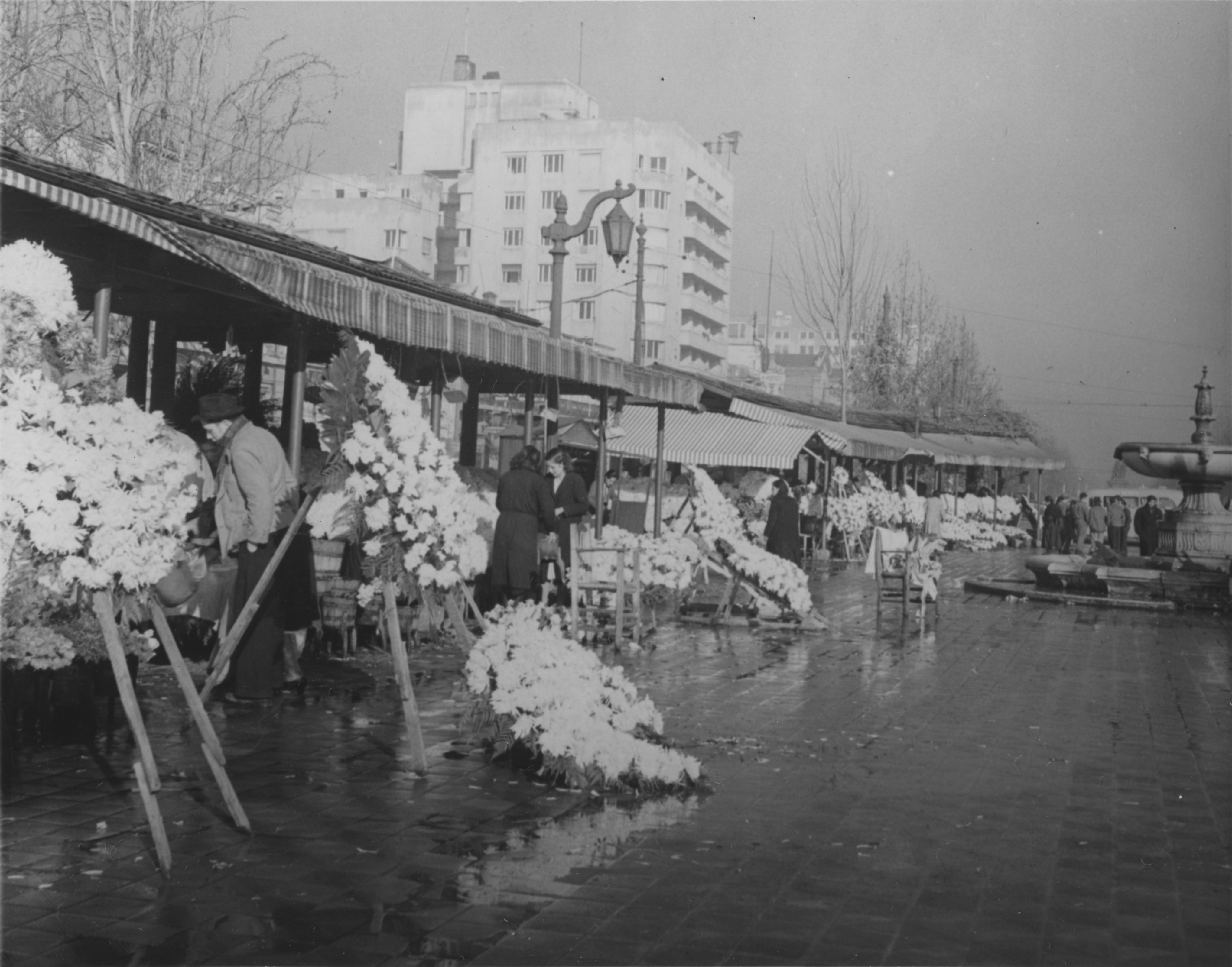
Vista de la Pérgola de las Flores en la Alameda, Santiago, durante junio de 1941

Ya hacia el año 1927, la Pérgola de San Francisco se había convertido en un centro neurálgico de la ciudad, donde la gente se congregaba a realizar discusiones políticas, declamaciones de poesía o simplemente como un panorama de paseo dominical. Esto llevó al ministro de Hacienda de la época, Pablo Ramírez Rodríguez a realizar una remodelación completa del lugar, construyendo locales individuales y pilares.
El crecimiento físico de la pérgola trajo consigo un problema, ya que la ciudad de Santiago crecía cada vez más, generando así más tránsito de automóviles. Esto llevó al alcalde José Santos Salas Morales, en el año 1947, y bajo el gobierno del presidente Gabriel González Videla, crear una serie de medidas para mitigar el impacto de los cambios en los espacios de la ciudad, como por ejemplo ampliar la Gran Avenida, modernizar el matadero y cambiar de sector la Pérgola de Flores de San Francisco hacia un sector cercano a la Estación Mapocho, donde se crearían nuevas instalaciones cercanas al mercado de la Vega Central. Esto sin duda trajo muchos problemas y discusiones con los locatarios, ya que ellos demandaban que debían mantenerse en su sitio, lo que generó roces con los vecinos del sector ya que ellos consideraban una molestia tanta basura y ruido en el lugar. En la madrugada del 14 de abril de 1948, el municipio de Santiago llevó a cabo la demolición total de las dependencias de la pérgola en la Alameda, por lo que los locatarios no tuvieron otra opción que seguir trabajando en el sector previamente asignado por el alcalde José Santos Salas, al otro lado del Río Mapocho.

### Cambio de sector (1948)
Desde mediados del año 1948 se tuvieron que conformar con instalarse en nuevos edificios a un costado de la Vega Central, en donde llevaron a cabo el resurgimiento de este emblemático sector, aunque no volvieron a ser lo mismo; ya no se encontraban en el centro de la ciudad, habían sido desplazados.

En 1998 se anuncia la construcción de la autopista Costanera Norte, lo cual afectó directamente a los vendedores ya que se les dijo que deberían ser reubicados, para lo que les construirían una nueva locación. Finalmente la construcción de esta nueva carretera no les afectó pero sí se mantuvo la promesa de relocalizarlos en un edificio nuevo. 

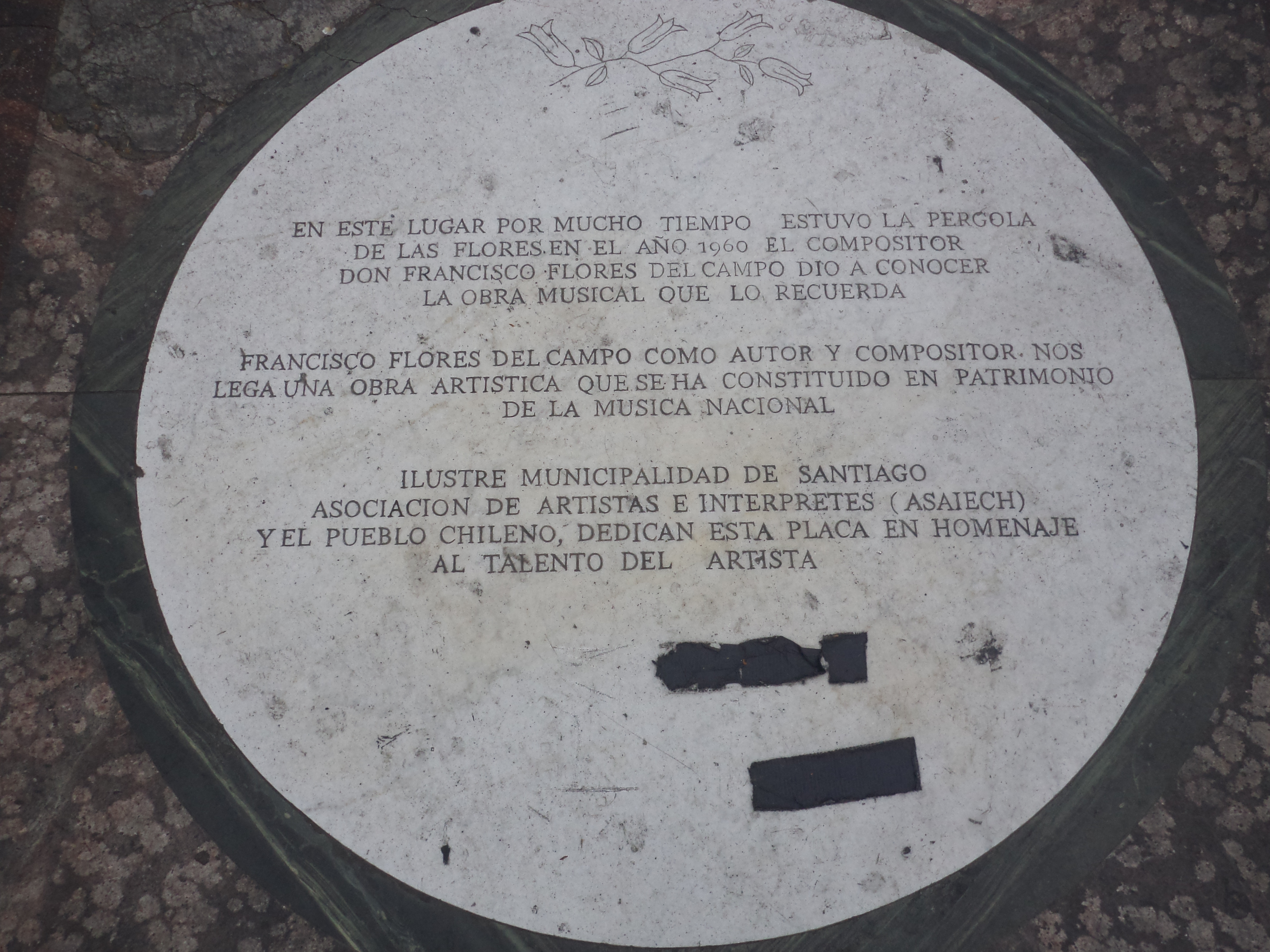
Placa conmemorativa ubicada en la Avenida Libertador Bernardo O'Higgins (lugar donde se encontraba originalmente la pérgola)

Francisco Zamora Palma, presidente de los floristas de la Pérgola San Francisco, habla sobre la historia de los movimientos de los floristas después de que fueron despojados de su ubicación original.

A nuestros abuelos ya les habían dicho una vez que estas mudanzas eran “temporales”, por lo que había espacio para dudar. Pero esta vez iba a ser distinto. La Pérgola San Francisco tiene más de 100 años y se ha hecho hasta una obra de teatro sobre la historia de los floristas. Es decir, a nosotros nos respetan porque tenemos un respaldo social muy importante. No es políticamente correcto atacar a la pérgola porque la gente le tiene un cariño. Si saliera en el diario que alguien quiere sacar a los floristas, la gente iba a estar a favor nuestro; y por eso estábamos relativamente tranquilos. Pero por otro lado, avanzaba la Costanera Norte y la gente veía que no pasaba nada. Nosotros éramos como el jamón del sándwich. Por una parte recibíamos las inquietudes de nuestra gente y, por el otro lado, no avanzaban las conversaciones con la autoridad. Para nosotros es fundamental que los anuncios de la autoridad sean ciertos, porque si no, la gente pensaba con razón que sus dirigentes están haciendo cualquier cosa o los están engañando. Afortunadamente, en la Pérgola San Francisco no hay nadie que haya llegado hoy. Todos los locatarios de hoy son descendientes de los mismos que estaban en la Alameda; nos conocemos todos desde chicos, nuestros padres y abuelos  se conocen. Es como una familia. A veces nos peleamos mucho, pero siempre priman los años que nos conocemos. Esa historia pesa mucho a la hora de sentarse a conversar con la autoridad.
Francisco Zamora Palma

## Ubicación actual

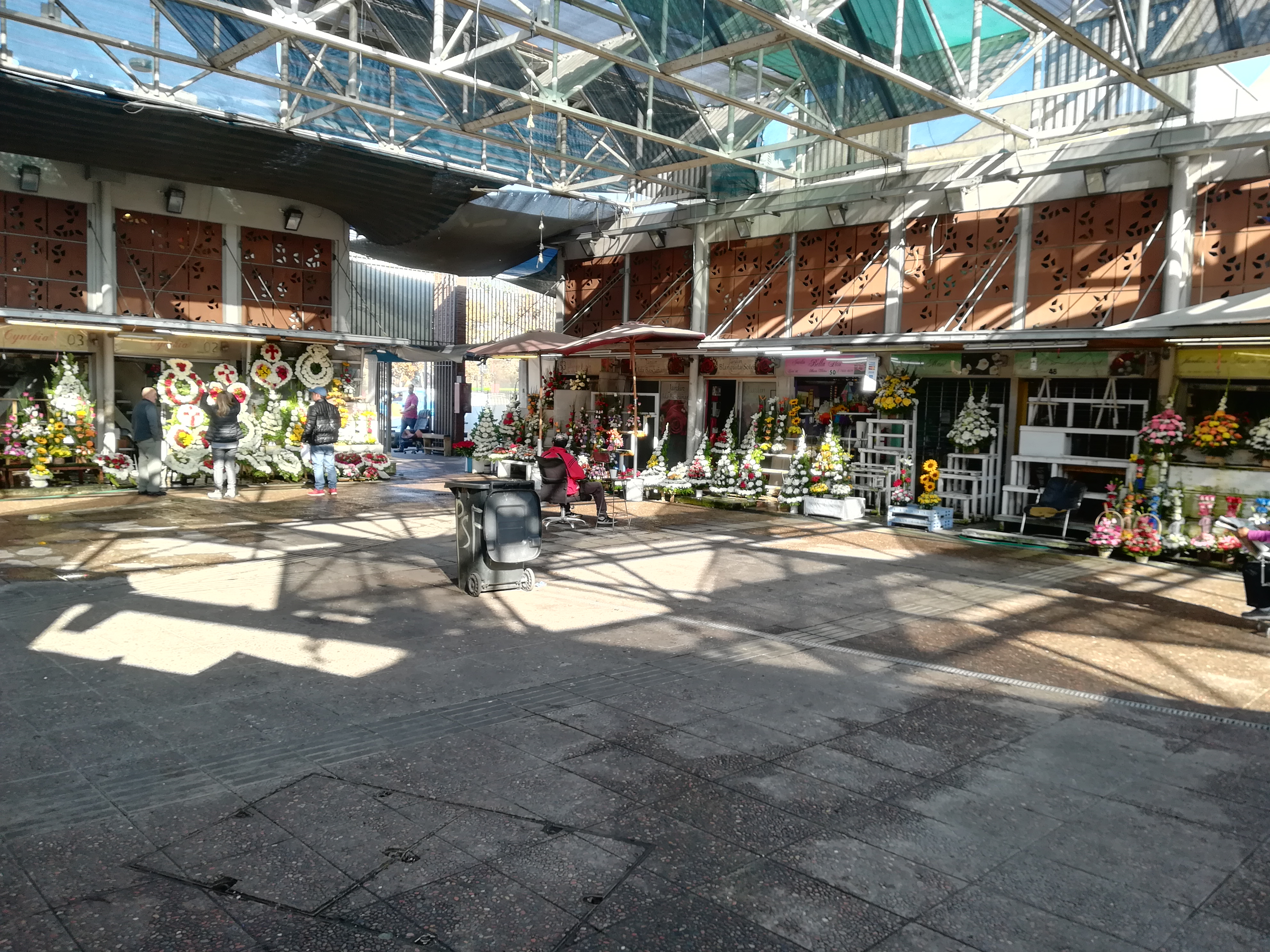
Explanada de la Pérgola de San Francisco en 2018.

Actualmente la mayor parte de los locatarios fueron establecidos en un sector cercano al nuevo Mercado de Abasto Tirso de Molina (que además cuenta con un edificio inaugurado en mayo de 2011), cerca de la Estación Mapocho, más específicamente en Avenida La Paz 51, el que cuenta con 49 locales para los trabajadores de la Pérgola de San Francisco y que en total cuenta con más de 442 locales comerciales para los antiguos trabajadores del mercado. Se invirtieron más de $6.500 millones en esta construcción que privilegia la eficiencia energética y la luz natural.

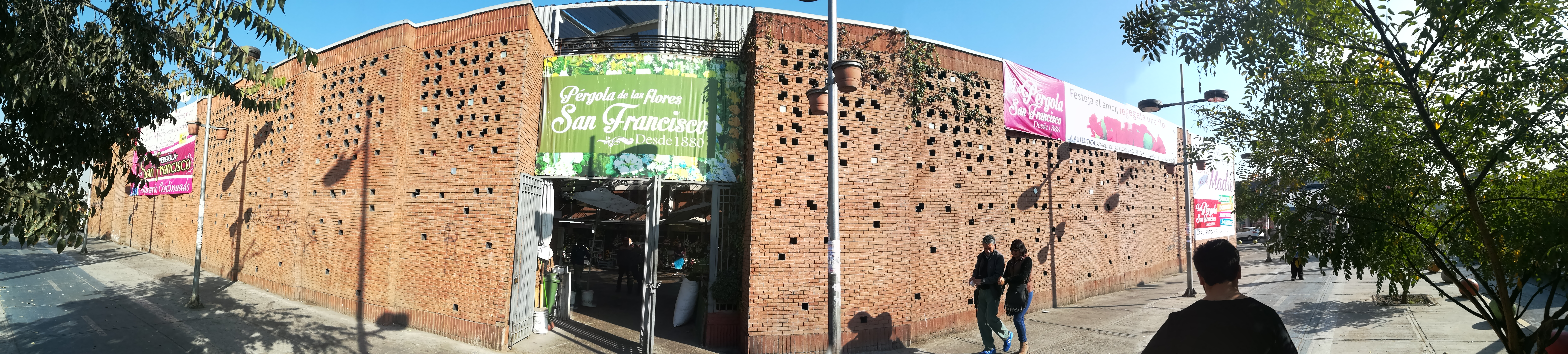
Vista panorámica desde Avenida La Paz del nuevo edificio construido en 2011

Una de las tradiciones que se ha mantenido hasta el día de hoy es el homenaje que realizan los locatarios de la pérgola, al lanzar pétalos de distintos colores a los féretros de personajes públicos.

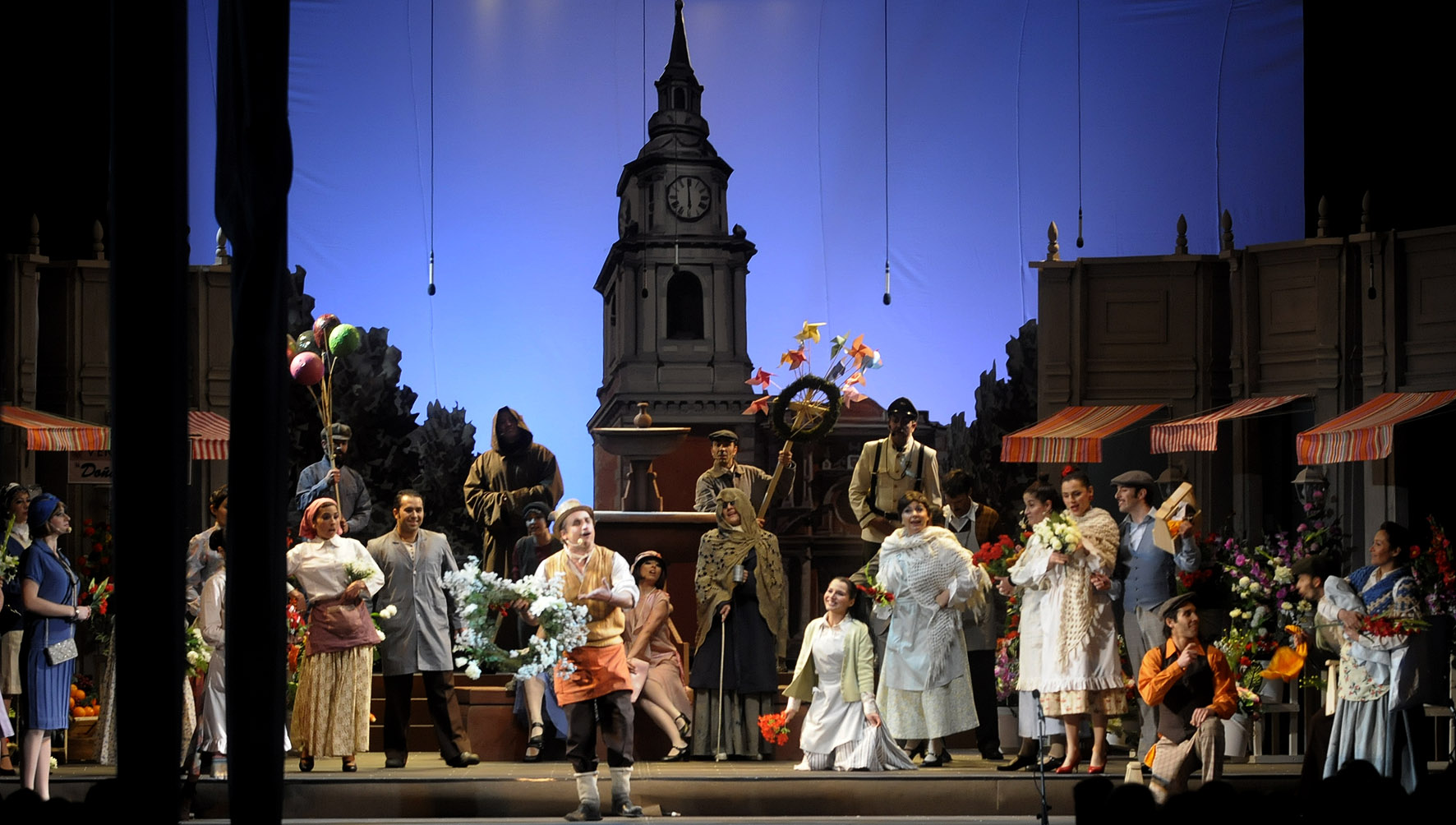
Escena de la obra "La pérgola de las flores" puesta en escena en 2010.

## Aportes a la cultura
El mayor aporte a la cultura de su país es la realización de la obra de teatro La pérgola de las flores. Escrita por Isidora Aguirre y muscalizada por Francisco Flores del Campo. La obra fue puesta en escena por primera vez en 1960 por el Teatro de Ensayo de la Universidad Católica de Chile. Esta creación llevó a convertirse en un éxito a nivel nacional e internacional, es considerada como la primera obra del teatro chileno en conseguir éxito en otros países.